# Солхейм, Изелин (певица)
Изелин Локен Солхейм (норв. Iselin Løken Solheim; род. 20 июня 1990, Нёустдал) — норвежская певица и автор песен в жанре поп, с элементами фолка и электронной музыки. Наибольшую известность получила после исполнения песен «Faded» и «Sing Me to Sleep» норвежского продюсера Алана Уокера.

## Ранние годы и карьера
Изелин родилась в Нёустдале, который находится в Согн-ог-Фьюране, Норвегия. Начала петь в раннем возрасте. В 2007 году принимала участие в норвежской версии песенного конкурса Pop Idol, где вошла в топ-40 участников. В 2009 году, после окончания старшей школы, она посещала Skiringssal Folkehøgskule в Саннефьорде, где в основном занималась музыкой, а затем стала писать свои собственные песни. В 2010 поступила в Институт театрального искусства в Ливерпуле. Вернувшись из Англии, она подписала контракт с лейблом звукозаписи Bisi Music и выпустила свой дебютный сингл «What’s Happening», который был также выбран «песней недели» для национальной радиостанции Radio Norge. Также Солхейм заняла твёрдую позицию на скандинавской сцене с работой «The Wizard of Us».
Большую известность Солхейм принесло сотрудничество с норвежским продюсером Аланом Уокером. Её вокал фигурирует в песнях «Faded» и «Sing Me to Sleep». Эти песни занимали первые места в хит-парадах Норвегии и других стран.
В данный момент проживает в Осло.

## Дискография

### Синглы

#### Сольные
| Год  | Название           |
| ---- | ------------------ |
| 2012 | «What’s Happening» |
| 2013 | «The Wizard of Us» |
| 2013 | «Oracle»           |
| 2015 | «Giants»           |
| 2016 | «Listen»           |

#### Дуэты
| Год  | Название                                              | Альбом             |
| ---- | ----------------------------------------------------- | ------------------ |
| 2013 | «Usynlig» (Cir.Cuz feat. Iselin Solheim)              | Vi Er Cir.Cuz      |
| 2017 | «Giants» (Lotus with Montis featuring Iselin Solheim) | Не входит в альбом |

### Другие песни
| Год  | Название                               |
| ---- | -------------------------------------- |
| 2010 | «Coloured Sky»                         |
| 2012 | «Crazy Town» (featuring Jesper Borgen) |

### Сотрудничество
| Год  | Название           | Артист      | Роль           |
| ---- | ------------------ | ----------- | -------------- |
| 2015 | «Engel»            | Per O. Noss | Бэк-вокал      |
| 2015 | «Faded»            | Алан Уокер  | Основной вокал |
| 2016 | «Sing Me to Sleep» | Алан Уокер  | Основной вокал |